# Альфа Треугольника
Альфа Треугольника (Alpha Tri, α Trianguli, α Tri) — двойная звезда в созвездии Треугольника. Имеет несколько традиционных названий: Ras al Muthallah (или Mothallah) и Caput Trianguli.
По спектральной классификации этой системе присваивают от F5III до F6IV. При светимости 'IV' или 'III' главный компонент является соответственно субгигантом или гигантом. Компоненты обращаются вокруг их общего центра масс каждые 1,736 дня. Поскольку главная звезда вращается быстрее, то она принимает форму приплюснутого сфероида.
Средняя видимая звёздная величина равна +3.42 позволяет увидеть звезду невооружённым глазом. Альфа Треугольника является второй по яркости звездой в созвездии после Беты. По измерениям параллакса система находится на расстоянии 63,3 световых лет (19,4 парсек) от Земли. Эффективная температура внешней оболочки компонента A — 6,288 K, что даёт обычный для звёзд класса F жёлто-белый оттенок. Радиус звезды примерно в три раза больше радиуса Солнца. Возраст оценивается в 1,6 млрд лет.

## Названия и этимология
- Название Ras al Muthallah[10] (или Mothallah)[10] происходит от арабского رأس المثلث ra’s al-muθallaθ «вершина треугольника» и Caput Trianguli в переводе на латинский.
- α Tri обозначена как UR.BAR.RA «The Wolf» и дополнена описанием «сеялка плуга» в MUL.APIN, где перечислена после записи «Плуг», названием созвездия из Треугольника и Гаммы Андромеды[13].
- Вместе с Бетой Треугольника эти звёзды называли Al Mīzān, что в переводе с арабского значит «The Scale Beam» рычаг весов[14].